# Friedhof Rohr

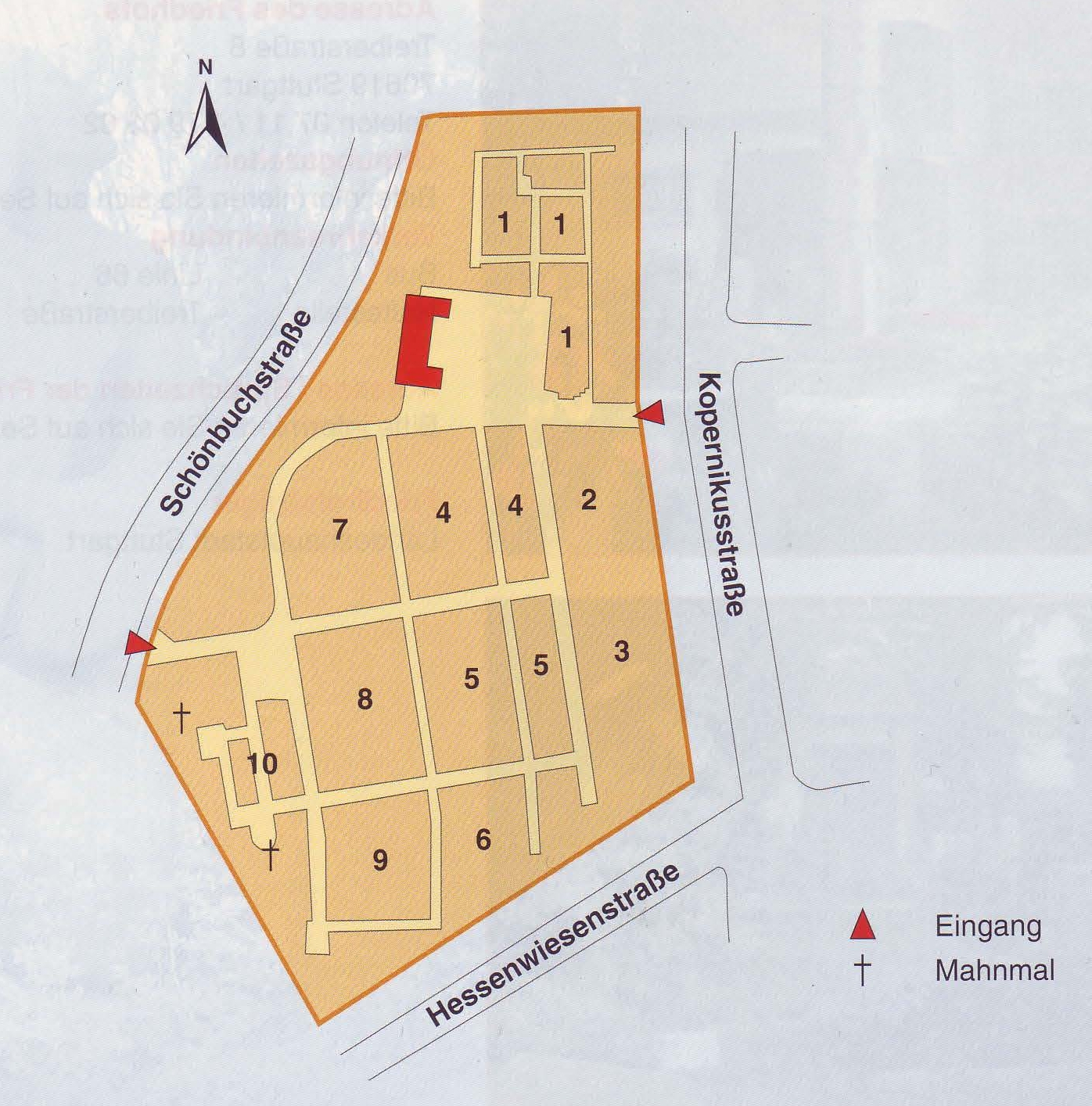
Friedhofsplan

Der Stuttgarter Friedhof Rohr liegt im Stadtteil Rohr im Stadtbezirk Stuttgart-Vaihingen.
Der Friedhof wurde um 1900 angelegt. Er gehört zu den kleinen Stuttgarter Friedhöfen.
Seine Fläche umfasst etwa 0,7 Hektar und ist in die Abteilungen 1–10 mit etwa 700 Grabstellen aufgeteilt. Auf dem Friedhofsgelände befinden sich ein Leichenhaus, zwei Mahnmale für die Opfer der Weltkriege und fast ausschließlich Gräber aus den letzten drei Jahrzehnten. Der Friedhof erstreckt sich zwischen der Schönbuchstraße im Westen und der Kopernikusstraße im Osten und wird im Süden von der Hessenwiesenstraße begrenzt.

## Geschichte
Seit dem 14. Jahrhundert stand an der Stelle der heutigen Laurentiuskirche eine Burgkapelle, die später zu einer größeren Kirche ausgebaut wurde. Der Kirchhof, von dem Teile der Außenmauern erhalten sind, wurde wohl auch als Friedhof genutzt. Nach dem Ersten Weltkrieg wurde das Mahnmal für die Opfer des Krieges in diesem Kirchhof aufgestellt. Um 1900 wurde der heutige Friedhof Rohr errichtet. 1926 wurde das Langhaus der Laurentiuskirche durch einen Neubau des Architekten Martin Elsaesser ersetzt (beim Abbruch des alten Kirchhoftors fand sich in der Kirchhofmauer ein Stein mit der Jahreszahl 1588). Wahrscheinlich musste das Mahnmal für die Opfer des Ersten Weltkriegs dem Kirchenneubau weichen und wurde auf den Friedhof versetzt.
Aus der Anfangszeit des Friedhofs blieben zwei Grabmäler von 1907 und 1912 an der Außenmauer zur Schönbuchstraße erhalten (die Gräber des Forstwirts Karl Reess und des Heimatdichters Ernst Widmann), alle anderen erhaltenen Gräber stammen aus der Zeit ab 1990. Ein Grab mit einem mannshohen Findling als Grabstein lässt sich zeitlich nicht zuordnen, da die Inschriften nicht mehr lesbar sind.

## Leichenhalle
Die Leichenhalle im oberen Teil des Friedhofs (bei Abteilung 1) ist ein einstöckiges Gebäude mit hohem, schindelgedecktem Walmdach und weit überstehender Traufe. Die 14 Meter breite Halle liegt parallel zur Schönbuchstraße und kann direkt über den Friedhofseingang an der Kopernikusstraße erreicht werden. An die Halle schließt sich ein 14 Meter langes, balkengestütztes Flachdach an, unter dem sich einige Sitzreihen für Trauernde befinden. Eine seitliche Rampe für Rollstuhlfahrer führt zum überdachten Eingangsbereich. In einer Ecke dieses Bereichs ist an der Wand das Hochrelief eines unbekannten Künstlers angebracht. Es zeigt einen Schutzengel mit langen Flügeln, an dessen Hals sich eine schutzsuchende Frau in wallendem Gewand klammert.
Eine halbrunde Sitzgruppe unter hohen, schattenspendenden Bäumen lädt unmittelbar bei der Halle zum Verweilen ein. Bei der Leichenhalle und an einigen anderen Stellen stehen Brunnen, die noch aus der Gründungszeit des Friedhofs stammen. Das Mauerwerk der quadratischen Brunnen besteht wie die älteren Teile der Friedhofsmauer aus hellem Sandstein.
| - Eingang zur Leichenhalle an der Kopernikusstraße - Leichenhalle - Sitzgruppe bei der Leichenhalle | - Hochrelief an der Leichenhalle |

## Mahnmale

### Erster Weltkrieg

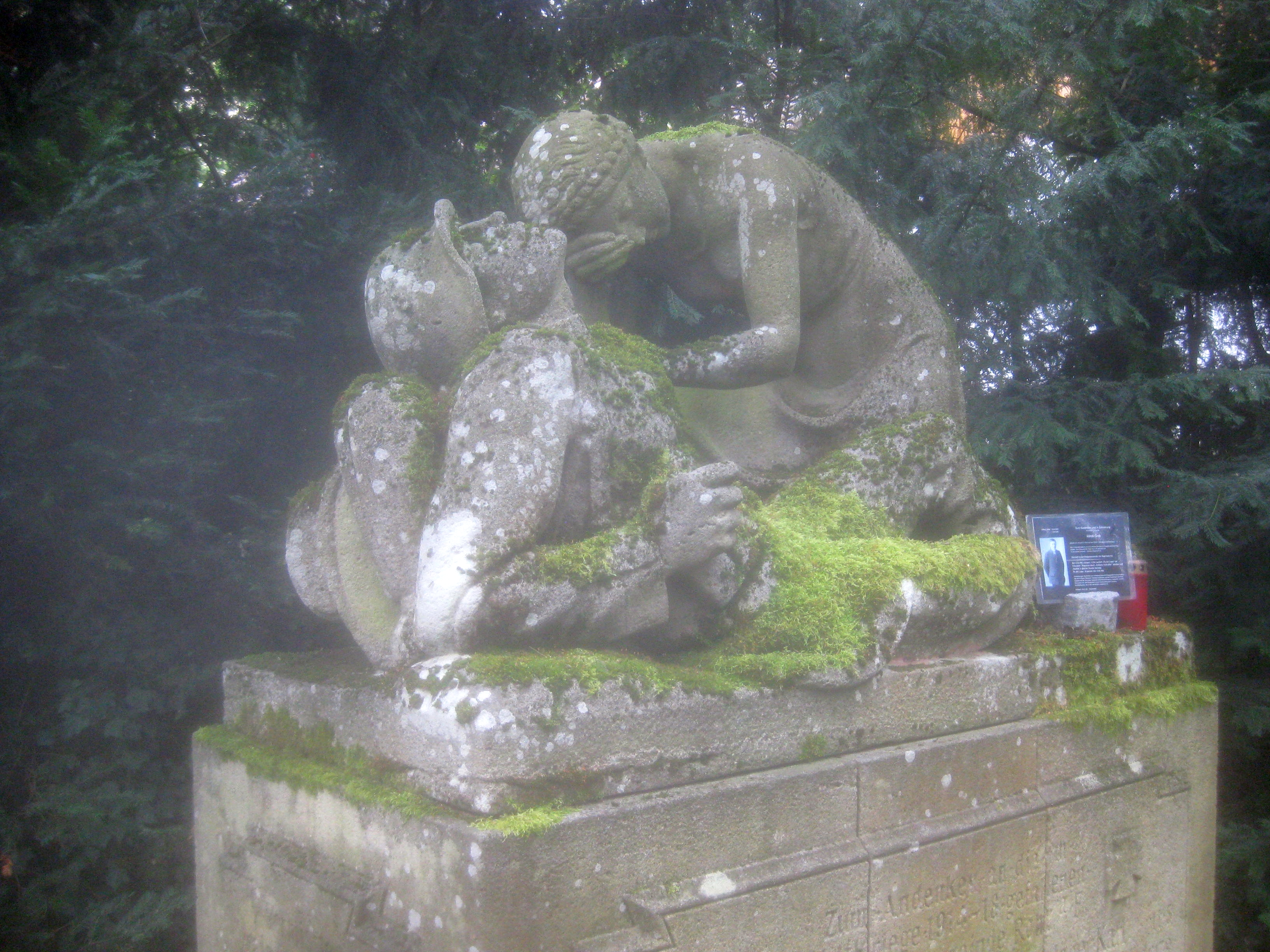
Trauerskulptur von Hermann Jung

Im Ersten Weltkrieg fielen 57 junge Männer aus Rohr. Das Mahnmal rechts vom Friedhofseingang an der Schönbuchstraße ist den Gefallenen gewidmet.
Die Figurengruppe des Mahnmals stellt eine Allegorie der Gemeinde Rohr dar, die um ihre im Ersten Weltkrieg gefallenen Söhne trauert. Ein am Boden liegender Soldat in Helm und Uniform und mit einem Handgranatengürtel um den Leib, stützt sich mit dem Rücken auf seinen Tornister und schaut mit gebrochenem Blick in den Himmel, die rechte Hand verkrampft wie in einer letzten Willensanstrengung. Eine junge Frau, in einem enganliegenden bodenlangen Kleid und mit einem geflochtenen Stirnband um die kurzen Haare, kniet niedergebeugt vor dem Sterbenden. Eine Hand legt sie ihm tröstend auf die Brust, mit der anderen wischt sie die Tränen aus ihrem Gesicht.
Die steinerne Figurengruppe ist das Werk des Stuttgarter Bildhauers Hermann Jung (1876–vor 1939). Sie befand sich ursprünglich im Hof der nahen Laurentiuskirche und wurde später auf den Friedhof versetzt. Der Unterbau besteht aus einem brusthohen Quadersockel und einer darauf ruhenden rechteckigen Platte (Plinthe). An den vier Seiten des Sockels sind steinerne Plaketten mit Namen und Todesdatum der Kriegsopfer angebracht. Die vordere Tafel trägt, flankiert von zwei Wehrmachtskreuzen, die Inschrift „Zum Andenken an die im Weltkriege 1914 – 18 gefallenen Söhne der Gemeinde Rohr a/F“ (auf den Fildern). Darunter beginnt die Liste der Opfer, die sich auf den übrigen Tafeln fortsetzt. Die linke Seitentafel erinnert an drei Vermisste und an vier an den Kriegsfolgen gestorbene Männer der Gemeinde.
Das Mahnmal leidet unter Pilzbefall und starkem Moosbewuchs. Dies kann man als Symbol der Vergänglichkeit ansehen, aber auf Dauer wird das Mahnmal zerstört werden, und die Namen der Kriegsopfer werden bis zur Unleserlichkeit verwittern.

### Zweiter Weltkrieg

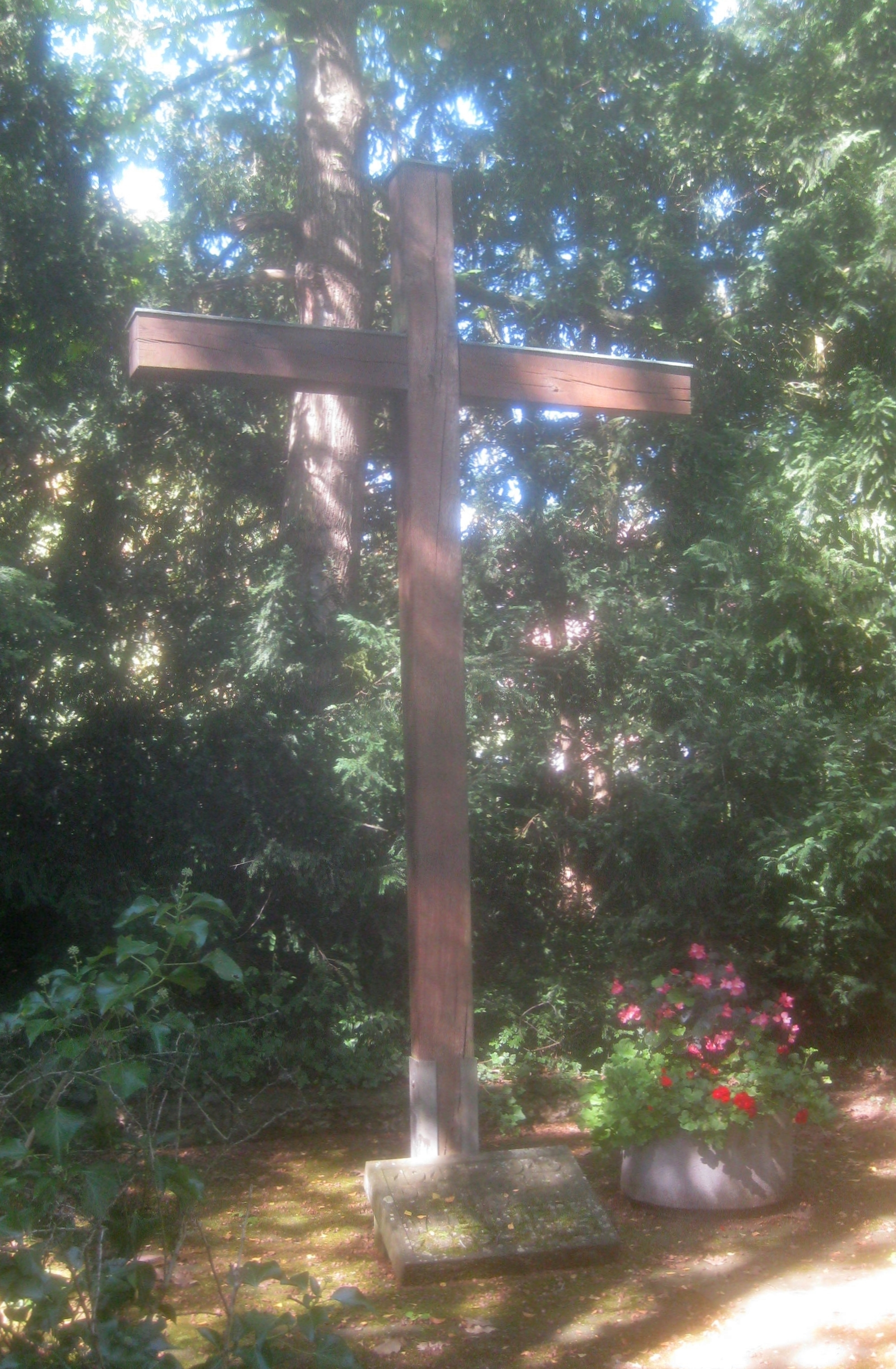
Mahnmal

Im Zweiten Weltkrieg wurden 148 Mitglieder der Gemeinde ein Opfer des Krieges. Das Mahnmal gleich rechts vom Friedhofseingang an der Schönbuchstraße ist den Gefallenen und den zivilen Opfern des Kriegs gewidmet.
Es wurde 1956 nach einem Entwurf von Erich Fritz gestaltet. Das Mahnmal besteht aus einem Hochkreuz aus Vierkantbalken, das in der schattigen Umgebung von Büschen und Bäumen aufgestellt wurde. Am Fuß des Kreuzes liegt eine rechteckige, steinerne Reliefplatte mit der Inschrift „1914 – 18 – Den Toten beider Weltkriege – 1939 – 45“.
Die Inschriftentafel leidet wie das Mahnmal für den Ersten Weltkrieg unter Pilzbefall und starkem Moosbewuchs und wird im Laufe der Zeit immer unleserlicher werden. Anders als die Opfer des ersten Krieges werden die Opfer des zweiten Kriegs durch das Mahnmal nicht namentlich in Erinnerung gebracht. Der Vaihinger Bürger Herbert Steimle regte 2009 an, bei dem Hochkreuz zwei Bronzestelen mit den Namen der Gefallenen zu errichten, ein Projekt, über das 2016 noch nicht endgültig entschieden war.
Zu dem Mahnmal gehören 3 Grabreihen mit 16 Gräbern. Sie tragen einfache Sandsteinkreuze mit den Namen und den Lebensdaten von 4 gefallenen Soldaten und 18 Zivilopfern von Fliegerangriffen.
| - Kriegsopfer-Grabkreuz | - Inschriftentafel |

## Gräber
| → Spaltenlegende und -sortierung | |
| Legende | |
| \| # \| Nummer der Abteilung, in der sich das Grab befindet. Die Lage der Abteilungen geht aus dem Friedhofsplan (siehe oben) hervor. \| \| P \| Grab eines Prominenten. \| \| K \| Grab mit Kunstwerk oder ein Grab, das aus anderen Gründen bemerkenswert ist. \| \| * \| Geburtsjahr. \| \| † \| Todesjahr. \| | |
| Sortierung | |
| - Eine Spalte sortieren: das Symbol im Spaltenkopf anklicken. Spalte Grab/Künstler: Sortierung nach dem Familiennamen. - Nach einer weiteren Spalte sortieren: Umschalttaste gedrückt halten und das Symbol anklicken. - Anfangssortierung: nach dem Familiennamen in der Spalte Grab.                            | |
| # | Nummer der Abteilung, in der sich das Grab befindet. Die Lage der Abteilungen geht aus dem Friedhofsplan (siehe oben) hervor. |
| P | Grab eines Prominenten. |
| K | Grab mit Kunstwerk oder ein Grab, das aus anderen Gründen bemerkenswert ist.                                                  |
| * | Geburtsjahr. |
| † | Todesjahr. |

| Abbildung | #  | P | K | Grab                                                                                                  | *    | †    | Künstler / Objekt                                              |
| --------- | -- | - | - | --- | ---- | ---- | -------------------------------------------------------------- |
|           | ?  | P |   | Herbert Liedecke, Kirchenmusiker, und seine zweite Frau, die Kirchenmusikerin Eva Hölderlin (?–2007). | 1912 | 1998 |                                                                |
|           | 01 | P | K | Karl Reess, königlicher Forstwart.                                                                    | 1871 | 1912 | NN, kleines weißes Marmorkreuz auf schwarzem Kunststeinquader. |
|           | 01 | P | K | Ernst Widmann, Musikdirektor.                                                                         | 1891 | 1969 | NN, sitzende, lebensgroße Harfenspielerin.                     |
|           | 01 | P | K | Jakob Widmann, Heimatdichter.                                                                         | 1853 | 1907 | NN, weißes Marmorkreuz auf rotem Sandsteinquader.              |

## Grabmalkunst

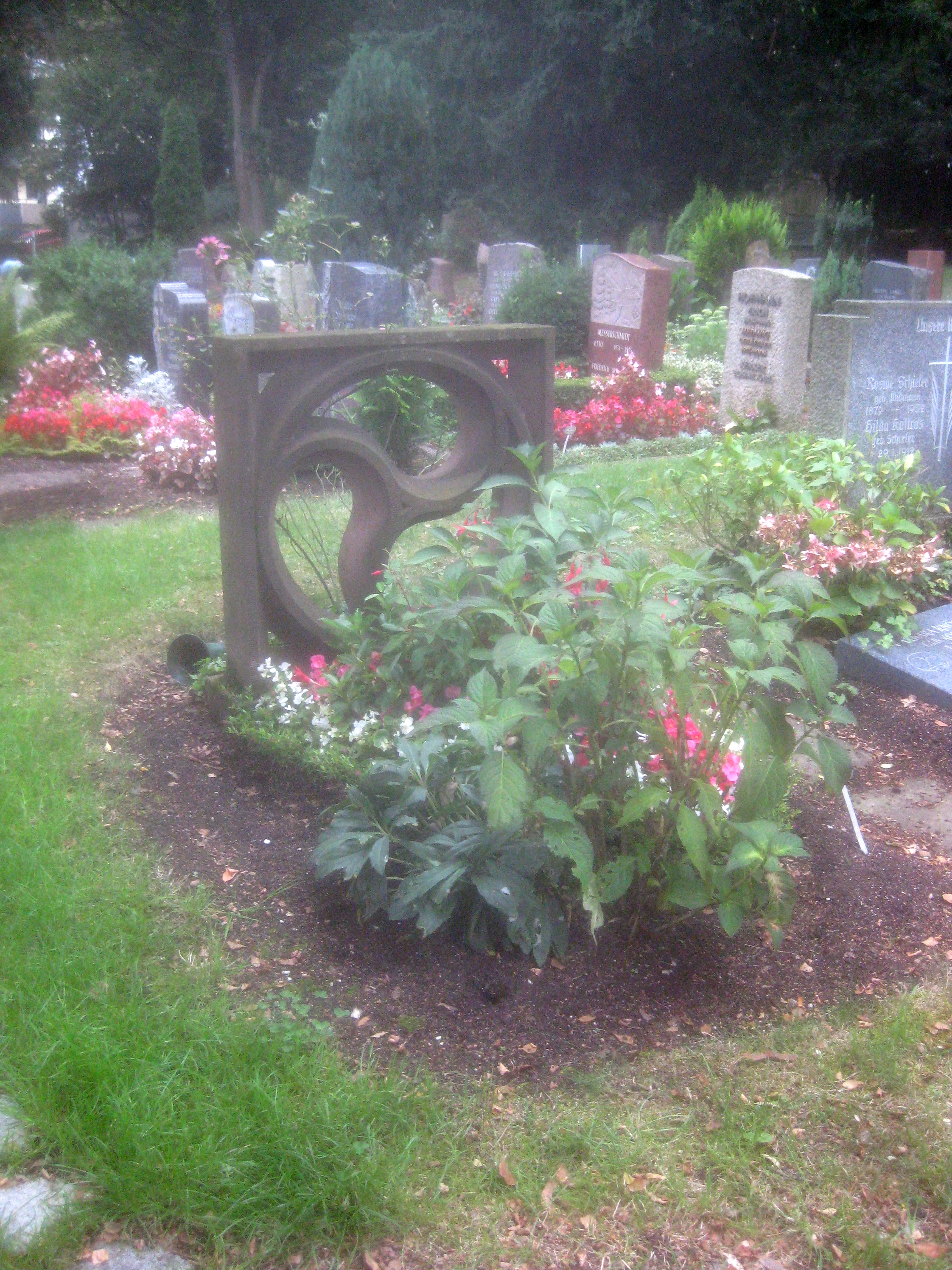
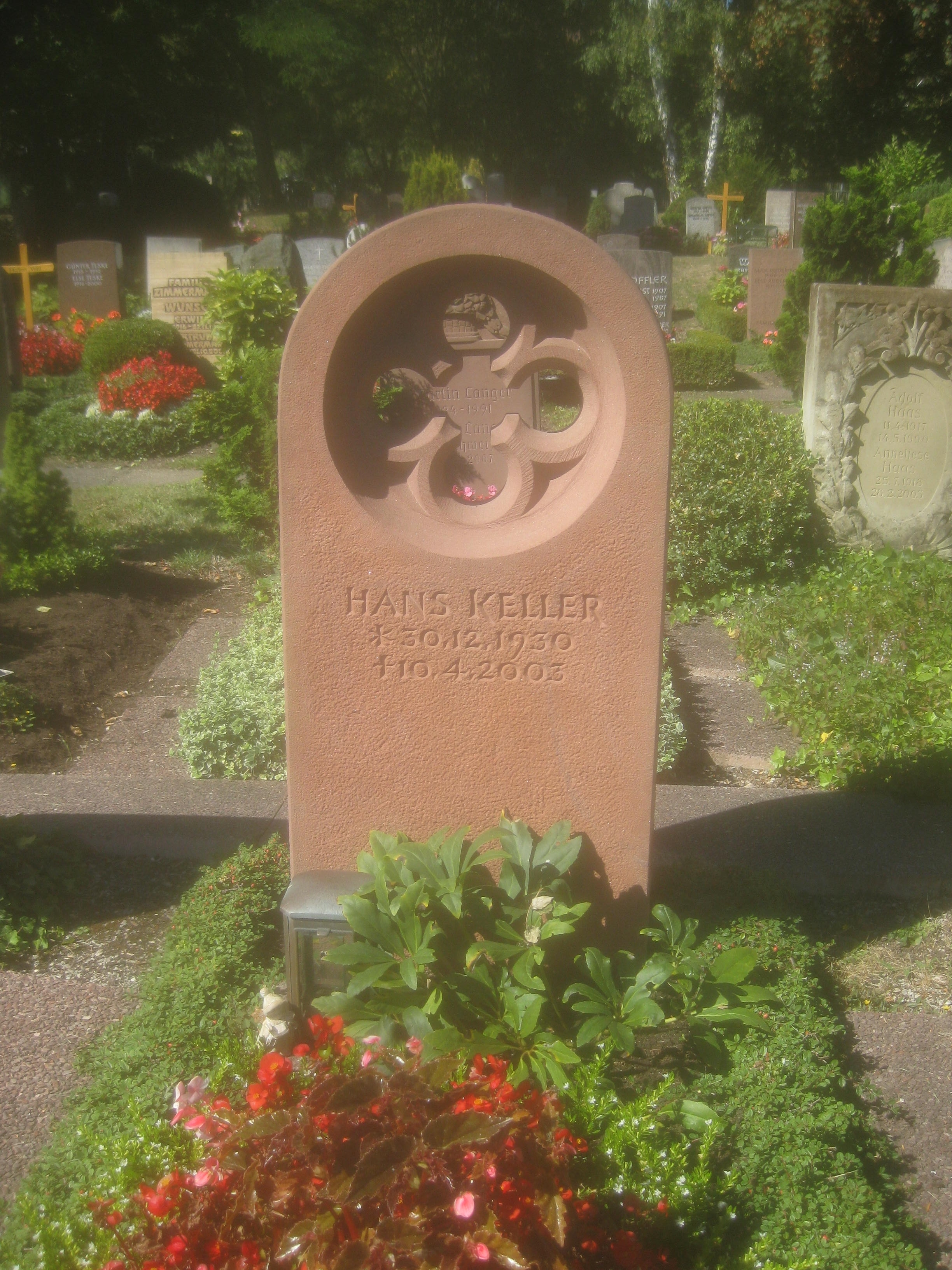
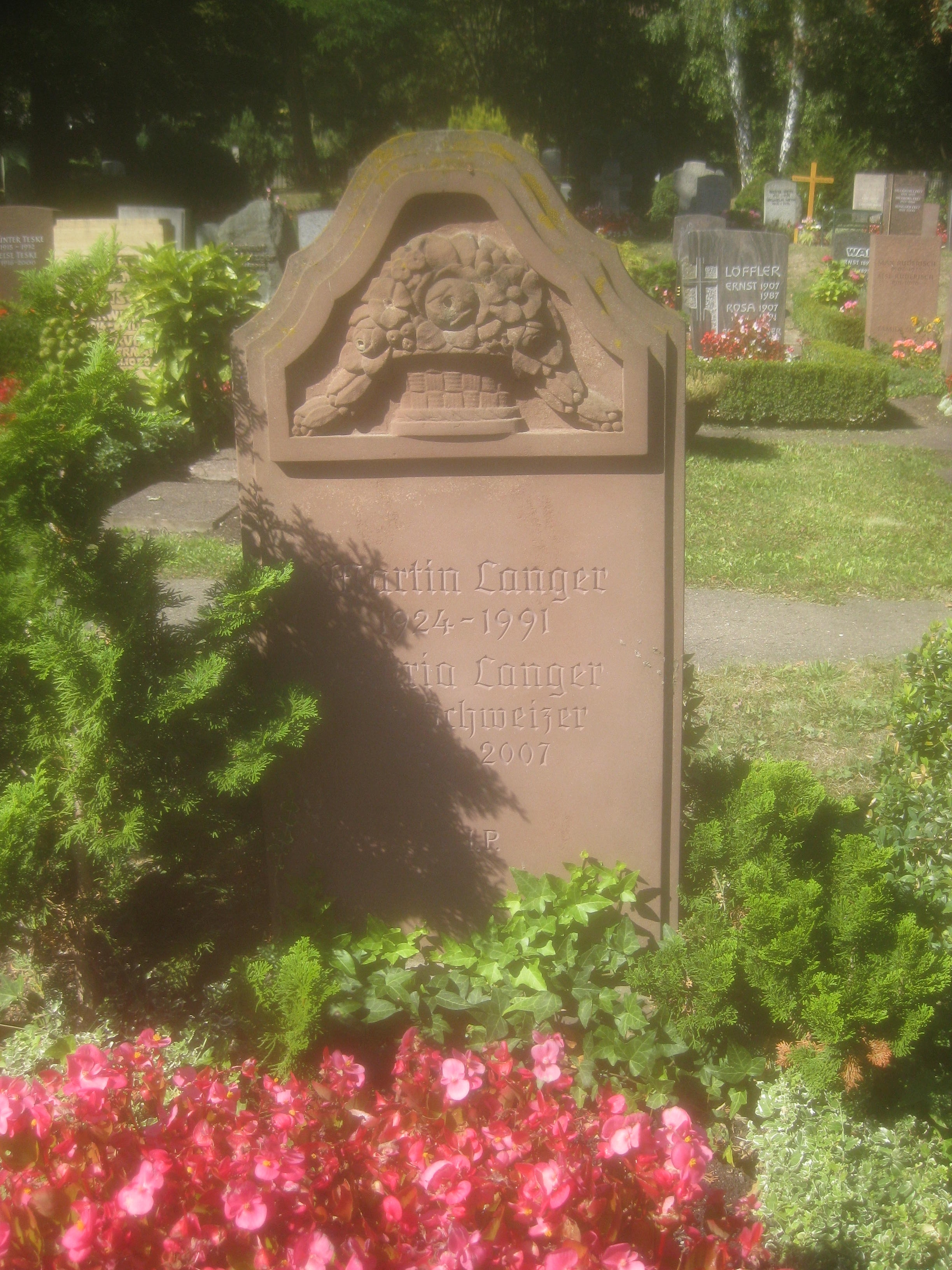
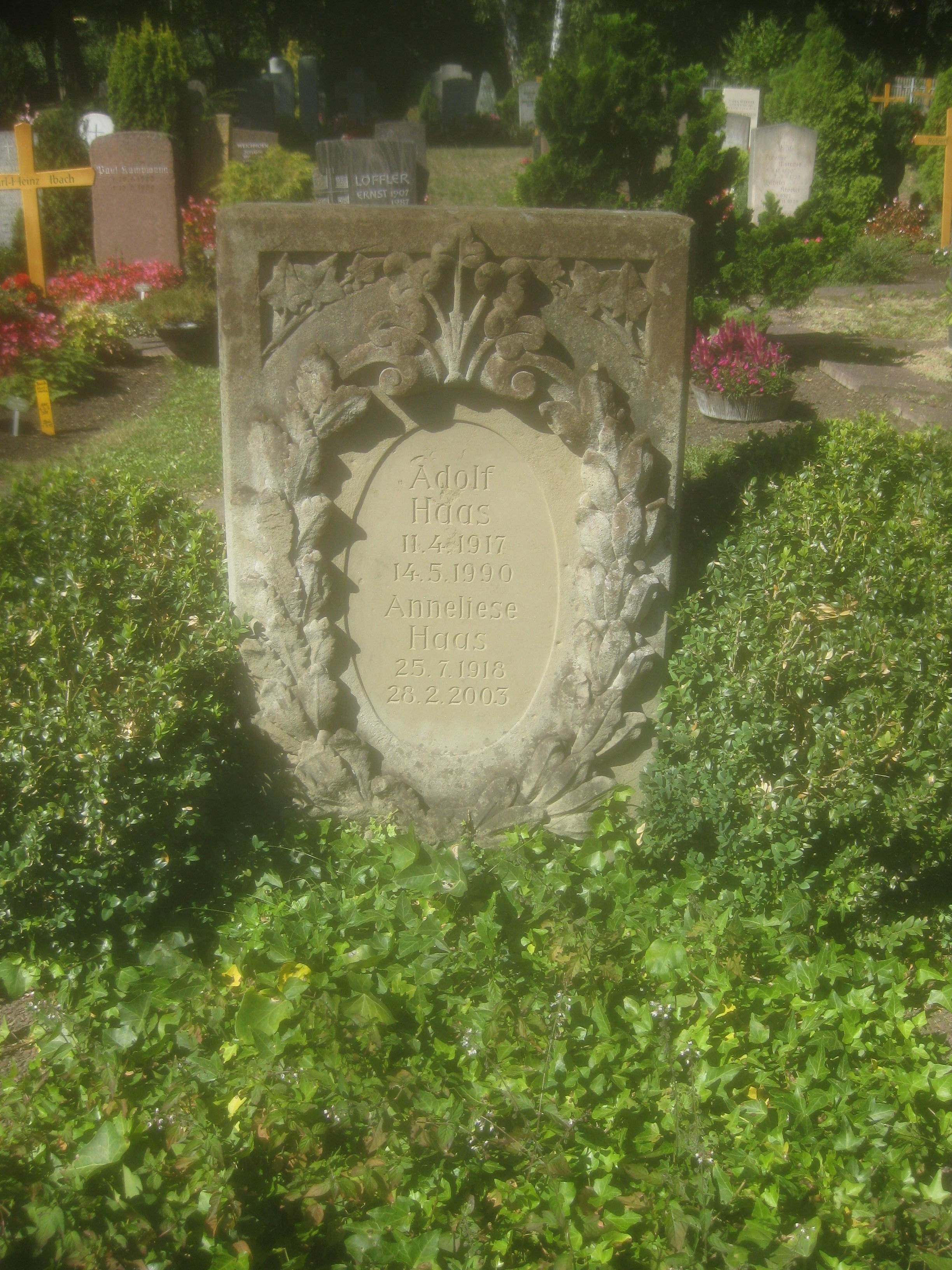
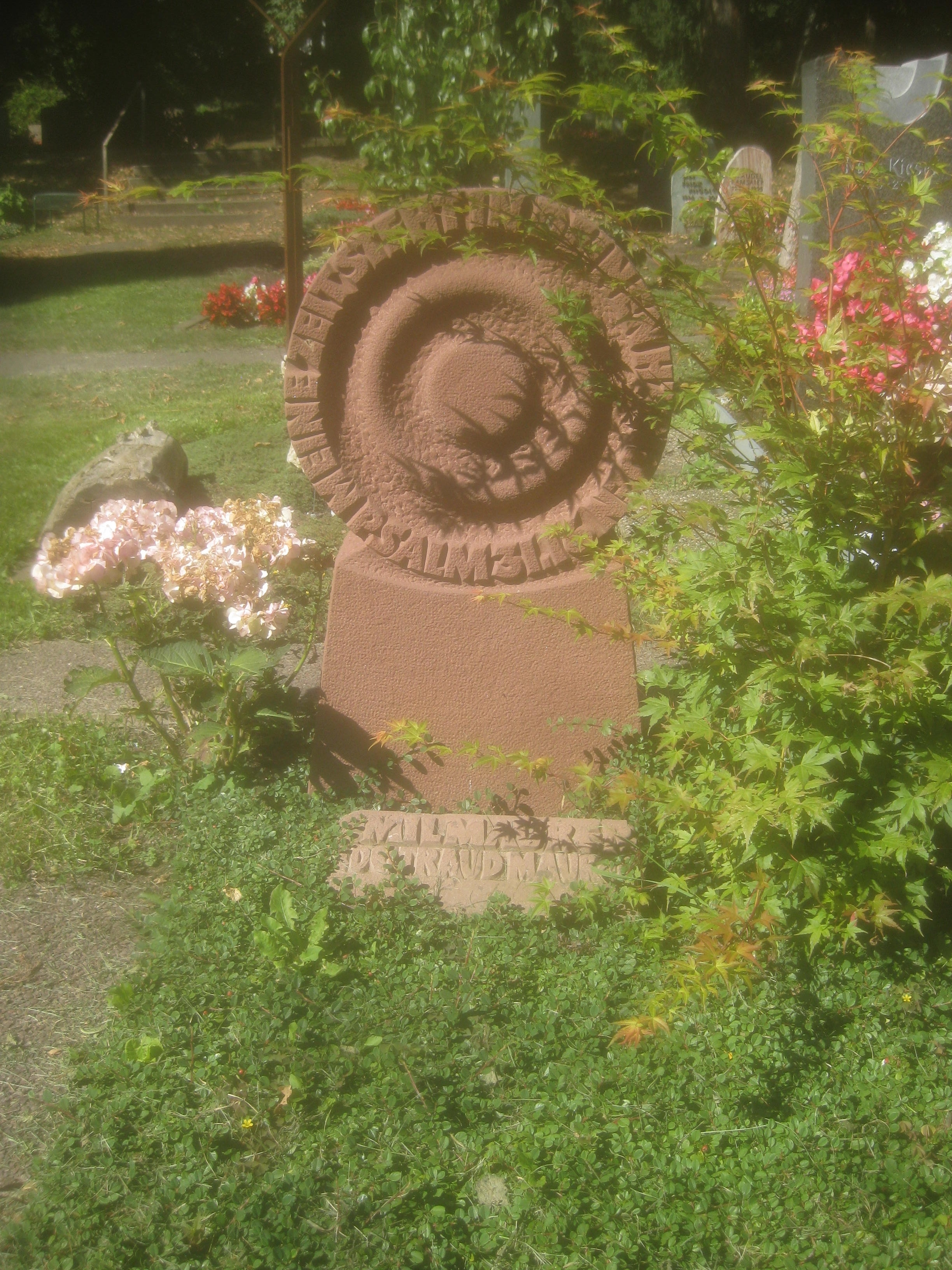
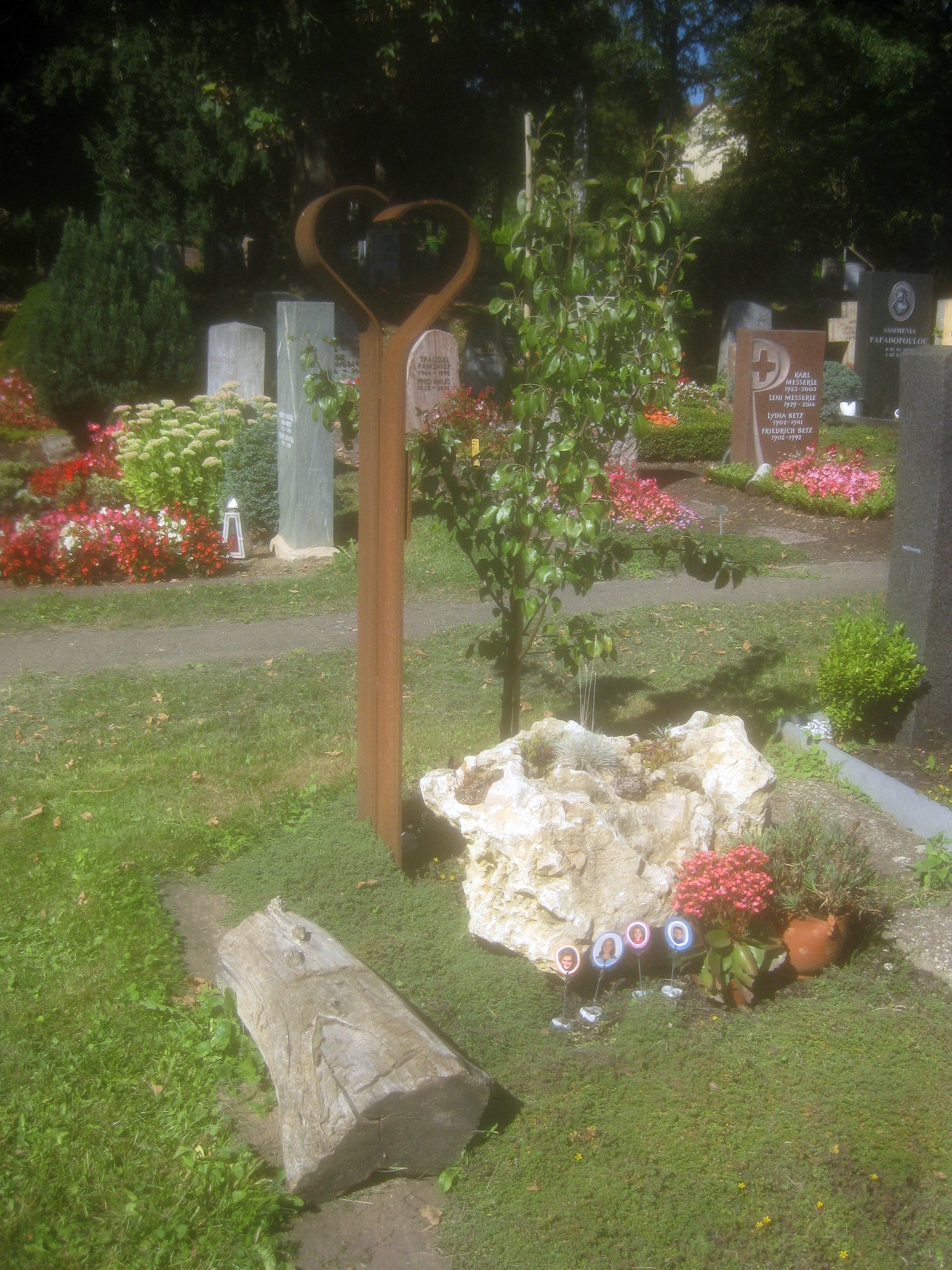

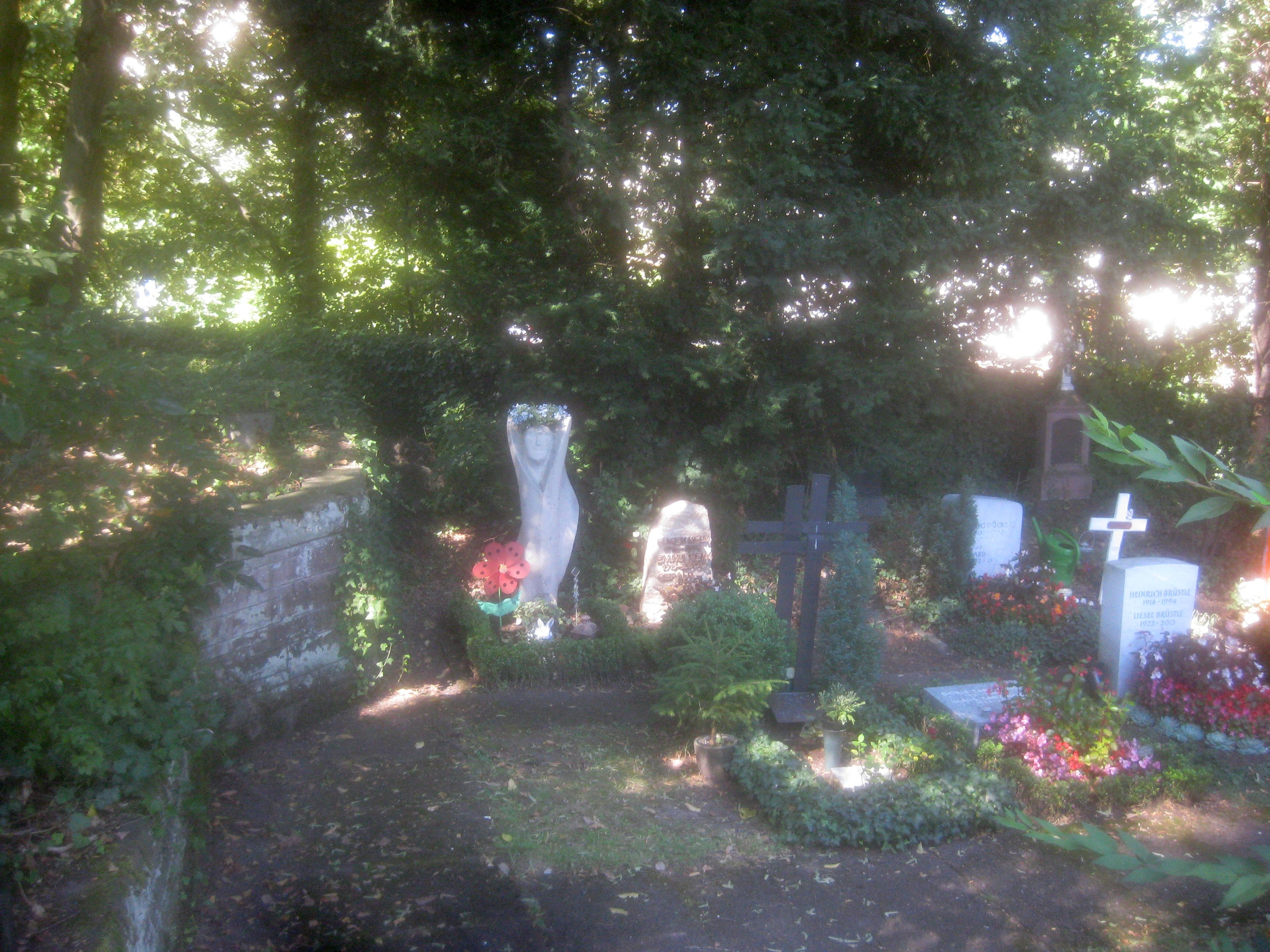
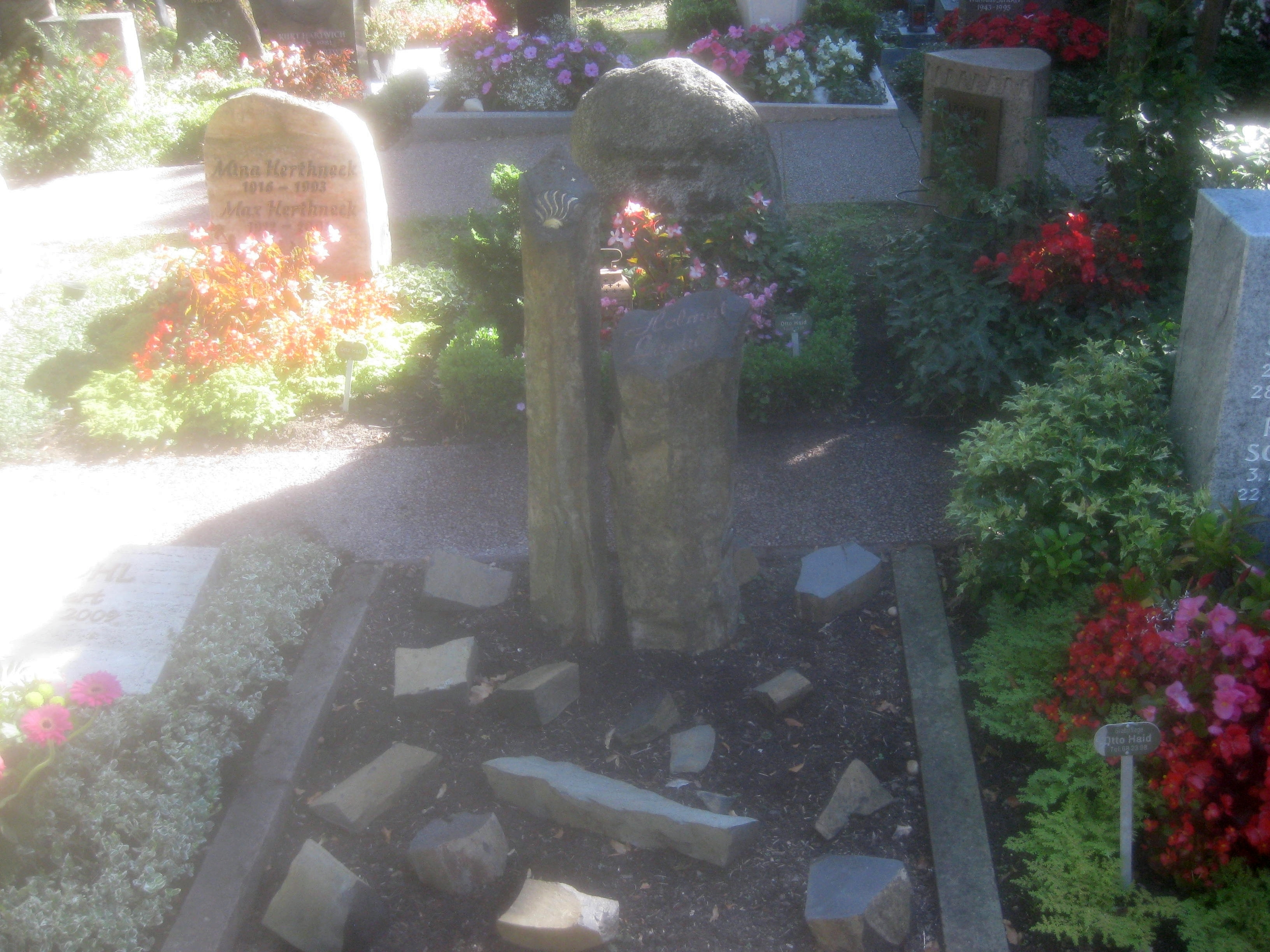